# Lobo Chan
Lobo Chan  é um cantor de ópera e ator britânico, conhecido por participar do remake de King Kong em 2005.